# Günter La Baume
Günter La Baume (* 29. April 1911 in Danzig; † 1. April 1944 in der Barentssee südwestlich der Bären-Insel) war ein deutscher U-Boot-Kommandant im Zweiten Weltkrieg.

## Leben

### Ausbildung
La Baume trat am 1. April 1929 als Offiziersanwärter in die Reichsmarine ein. Er gehörte zum Marine-Offiziersjahrgang 1929, auch Crew 29 genannt.
Nach der Grund- und Bordausbildung, Lehrgängen und diversen Kommandos wurde La Baume im März 1938 Kompanieführer in der 1. Marine-Lehrabteilung in Glücksburg. 

### Zweiter Weltkrieg
Feindfahrten
U 355
1. 16. Juni 1942 bis 12. Juli 1942 (1 Schiff mit 5.082 BRT versenkt)
2. 25. Juli 1942 bis 24. August 1942
3. 2. Februar 1943 bis 6. März 1943
4. 17. März 1943 bis 17. April 1943
5. 6. Juli 1943 bis 5. August 1943
6. 16. August 1943 bis 5. September 1943
7. 6. September 1943 bis 9. September 1943
8. 2. Oktober 1943 bis 25. Oktober 1943
9. 25. März 1944 bis 1. April 1944 (U 355 verschollen)

Im September 1939 wurde La Baume Referent im Oberkommando der Wehrmacht (OKW) in der Amtsgruppe Ausland/Abwehr.
Im April 1941 begann seine viermonatige U-Bootausbildung. Ab September 1941 besuchte er zunächst den Kommandanten-Lehrgang in der 24. U-Flottille in Memel und nahm anschließend an der Baubelehrung für U 355 bei der 1. Kriegsschiffbaulehrabteilung in Kiel teil.
Am 29. Oktober 1941 übernahm La Baume das Kommando von U 355. Das U-Boot gehörte ab 1. Juli 1942 als Frontboot zur 14. U-Flottille (Narvik) und unternahm insgesamt neun Feindfahrten. Günter La Baume versenkte am 7. Juli 1942 den britischen Dampfer Hartlebury (5082 BRT). Am 25. März 1944 brach La Baume zur neunten Feindfahrt in die Barentssee auf. Seit dem 1. April 1944 ist U 355 aus unbekannter Ursache verschollen. An diesem Tag sendete das Boot ein letztes Funksignal aus 73° 3′ N, 13° 10′ O. Als danach keine weitere Meldung des Bootes mehr einging, wurde U 355 mit insgesamt 52 Besatzungsmitgliedern am 4. April 1944 offiziell für vermisst erklärt.

## Beförderungen
- Fähnrich zur See am 1. Januar 1931
- Oberfähnrich zur See am 1. April 1933
- Leutnant zur See am 1. Oktober 1933
- Oberleutnant zur See am 1. Juni 1935
- Kapitänleutnant am 1. August 1938
- Korvettenkapitän (Posthum) am 1. April 1943 (mit Rangdienstalter vom 1. April 1944)

Anmerkung zu den Beförderungen
Da die genauen Daten von Beförderung nicht in jedem Fall ermittelt werden können, werden einige Beförderungsdaten dem des jeweiligen Crew-Jahrgangs angepasst. Die Beförderung der einzelnen Jahrgänge erfolgte, oftmals, in gleichmäßigen Abständen. Abweichungen sind jedoch nicht gänzlich auszuschließen.

## Auszeichnungen
(soweit bekannt)
- Spanienkreuz in Bronze mit Schwertern am 6. Juni 1939
- Kriegsverdienstkreuz II. Klasse mit Schwertern am 30. Januar 1941
- U-Boot-Kriegsabzeichen (1939) am 22. Juli 1942
- Eisernes Kreuz II. Klasse am 22. Juli 1942
- Eisernes Kreuz I. Klasse am 6. August 1943